# Marcus Warschauer
Marcus Warschauer (* 25. August 1777 in Breslau; † 28. November 1835 in Berlin) war ein deutsch-jüdischer Bankier in Königsberg i. Pr.

## Leben

### Werdegang
Marcus Warschauer durchlief seine kaufmännische Lehre beim Handlungshaus Ottenzoser in seiner Geburtsstadt. Anschließend ging er nach Berlin, wo er Angestellter im Bankhaus Mendel Oppenheims (1758–1820) wurde. Dieser empfahl ihn seinem älteren Bruder, dem Bankier Wolff Oppenheim (1753–1828) in Königsberg i. Pr., wo Warschauer seine Karriere fortsetzte. 1807 heiratete Warschauer Rebecca Oppenheim (1784–1865), die Tochter seines Chefs, und wurde im gleichen Jahr Teilhaber des Bankhauses, das fortan den Namen Oppenheim & Co. trug. Nach dem Ausscheiden Wolff Oppenheims im Jahr 1824 wurde die Firma von dessen Sohn Mendel Wolff Oppenheim (1780–1863, ab 1826: Martin Wilhelm Oppenheim) sowie Marcus Warschauer geleitet und führte fortan den Namen Oppenheim & Warschauer.
Die Familie Warschauer hatte ein Landhaus in einem großen Park, genannt „Karlsruhe“, im Königsberger Stadtteil Mittelhufen nächst dem Luisenwahl. 1817 erstand Warschauer zusammen mit seinem Schwiegervater Wolff Mendel Oppenheim von David Meyer Friedländer westlich von Königsberg im Verwaltungsbezirk Moditten das Schloss Groß Holstein mit Försterei, welches dieser in 1812 für 70.000 Taler gekauft hatte. 1835 verkaufte er das Schloss mit Gut an den bisherigen Pächter Ferdinand Adolf Gottfried Magnus.
Er war seit 1800 Mitglied in der 1792 gegründeten Gesellschaft der Freunde, deren Mitglieder sich in Fällen von Armut, Arbeitslosigkeit, Krankheit und Tod gegenseitig unterstützten.
Johann Eduard Wolff porträtierte Marcus Warschauer um 1820. Das Bild befindet sich im Kunstforum Ostdeutsche Galerie in Regensburg.

### Familie
Marcus Warschauer heiratete am 12. August 1807 Rebecca Oppenheim. Sie hatten fünf Töchter und einen Sohn, welche das Paar taufen ließ, während es selbst im Judentum verblieb.
- Berta (Becha) Jeda Warschauer (* 1811).
- Clara Alexandrine Warschauer (1814–1883) heiratete 1834 den Juristen Eduard von Simson (1810–1899).
- Caroline Eveline Warschauer (* 1815).
- Robert Warschauer (1816–1884) heiratete Marie Mendelssohn (1822–1891), Tochter des Berliner Bankiers Alexander Mendelssohn.
- Charlotte Alexandrine Warschauer (1819–1913) heiratete den Rittergutsbesitzer Anton Douglas (1807–1883) und lebte auf Gut Amalienau.[5]
- Marie Josephine Warschauer (1820–1883) heiratete ihren Cousin, den Landwirt Adolph Oppenheim (1816–1894), und lebte auf dem zuvor der Familie Thaer gehörenden Rittergut Hennickendorf.